# Landesheimatspiele der Provinz Westfalen Witten-Hohenstein

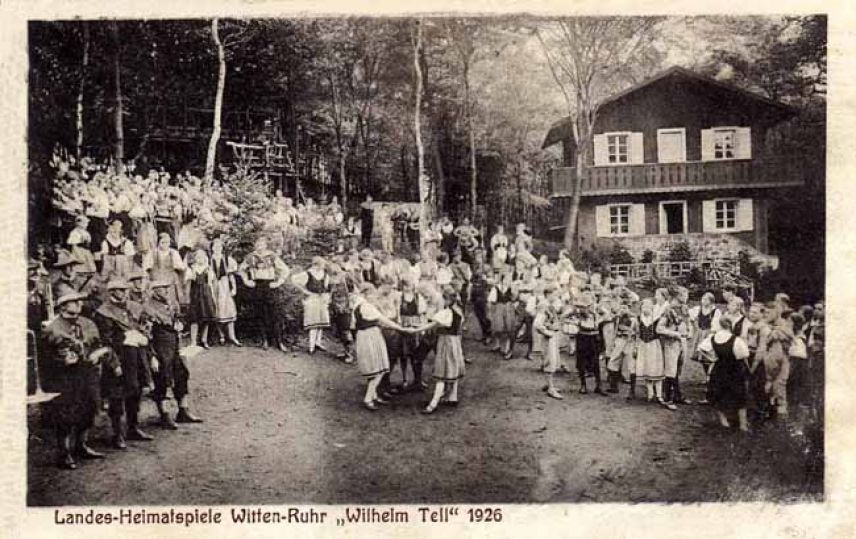
1926: Wilhelm Tell

Die Landesheimatspiele der Provinz Westfalen Witten-Hohenstein wurden 1926 von Konrad Maria Krug gegründet. Der  Lehrer, Theologe und Philosoph erhoffte sich von seiner Gründung, einfache Menschen ohne besondere Schulbildung für das Theater begeistern zu können. Daher wählte er vor allem populäre Stoffe aus, um diese – mit Dutzenden von Statisten – aufzuführen.

## Geschichte

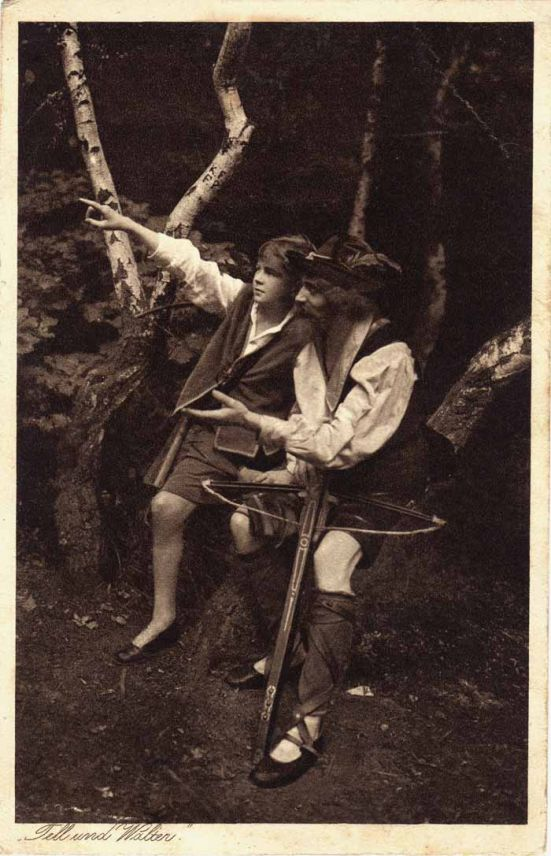
1929: Wilhelm Tell

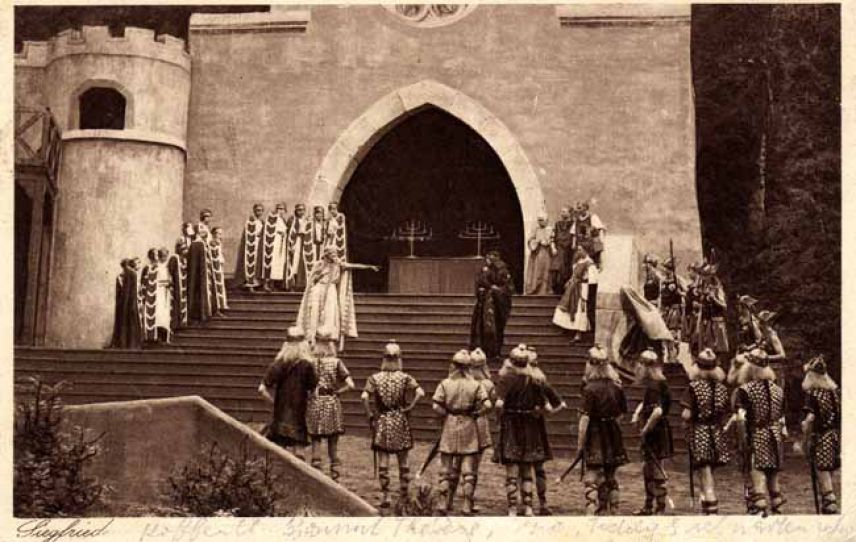
1928: Siegfried

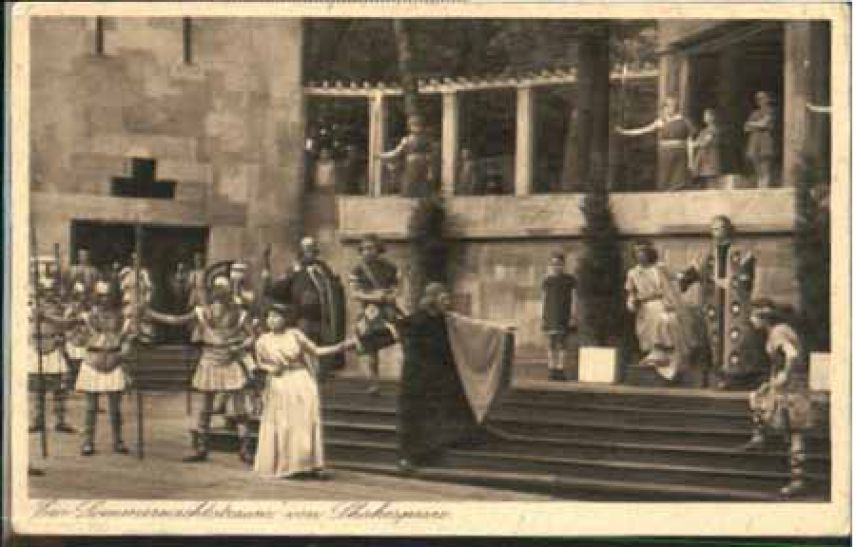
1931: Ein Sommernachtstraum

Sie fanden auf dem Hohenstein, dem Wittener Stadtwald, statt, der aufgrund dieser Aufführungen als Naherholungsgebiet weit über die Grenzen von Witten hinaus bekannt wurde. In einem Bachtal wurde auf der einen Seite der Wald gerodet und mit Wegen für den Auftritt der Komparsen ausgestattet. Auf der anderen Seite entstand eine Tribüne für 6000 Sitzplätze. Die meisten Bauten waren aus Haltern von der dortigen Freilichtbühne angekauft worden. 
Mit Schillers Wilhelm Tell, eröffnete er die erste Spielzeit. Dazu wurden 1600 Darsteller und Komparsen verpflichtet. 
Die Landesheimatspiele galten als die populärsten Laienspiele in Westfalen, bis zur letzten Spielzeit 1931/1932 besuchten weit über eine Million Menschen die Aufführungen. 
Da die Naturbühne sehr wetterabhängig war und deshalb später mit Zuschauerschwund zu kämpfen hatte, musste die Freilichtbühne aufgegeben werden. Das letzte Stück wurde am Hammerteich aufgeführt, die Musik für das Singspiel komponierte der Wittener Komponist Robert Ruthenfranz (* 1905, † 1970). Das Jahr 1932 beendete aus wirtschaftlicher Not (Weltwirtschaftskrise und verregnete Sommer) das „Naturtheater“ auf dem Hohenstein.
Heute ist von der Freilichtbühne nichts mehr zu erkennen.

## Programm
- 1926 Wilhelm Tell
- 1927 Götz von Berlichingen
- 1928 Siegfried
- 1929 Wilhelm Tell
- 1930 Gudrun
- 1931 Die Räuber und Ein Sommernachtstraum
- 1932 Die Fischerin